# Hamburg Air
Hamburg Airways Luftverkehrgesellschaft mbH (abreviado HHA) fue una aerolínea alemana en formación con base en Hamburgo, que operará vuelos regulares y charter de pasajeros para touroperadores. La aerolínea planea ofrecer vuelos desde diversos aeropuerto de Alemania, teniendo su base de mantenimiento ubicada en el aeropuerto de Hamburgo.

## Historia
La aerolínea fue fundada en diciembre de 2010 tras el cese de operaciones de Hamburg International a finales de 2010, que dejó un gran vacío en el mercado de vuelo vacacionales alemán. El primer vuelo comercial de Hamburg Airways se produjo en marzo de 2011.

## Flota

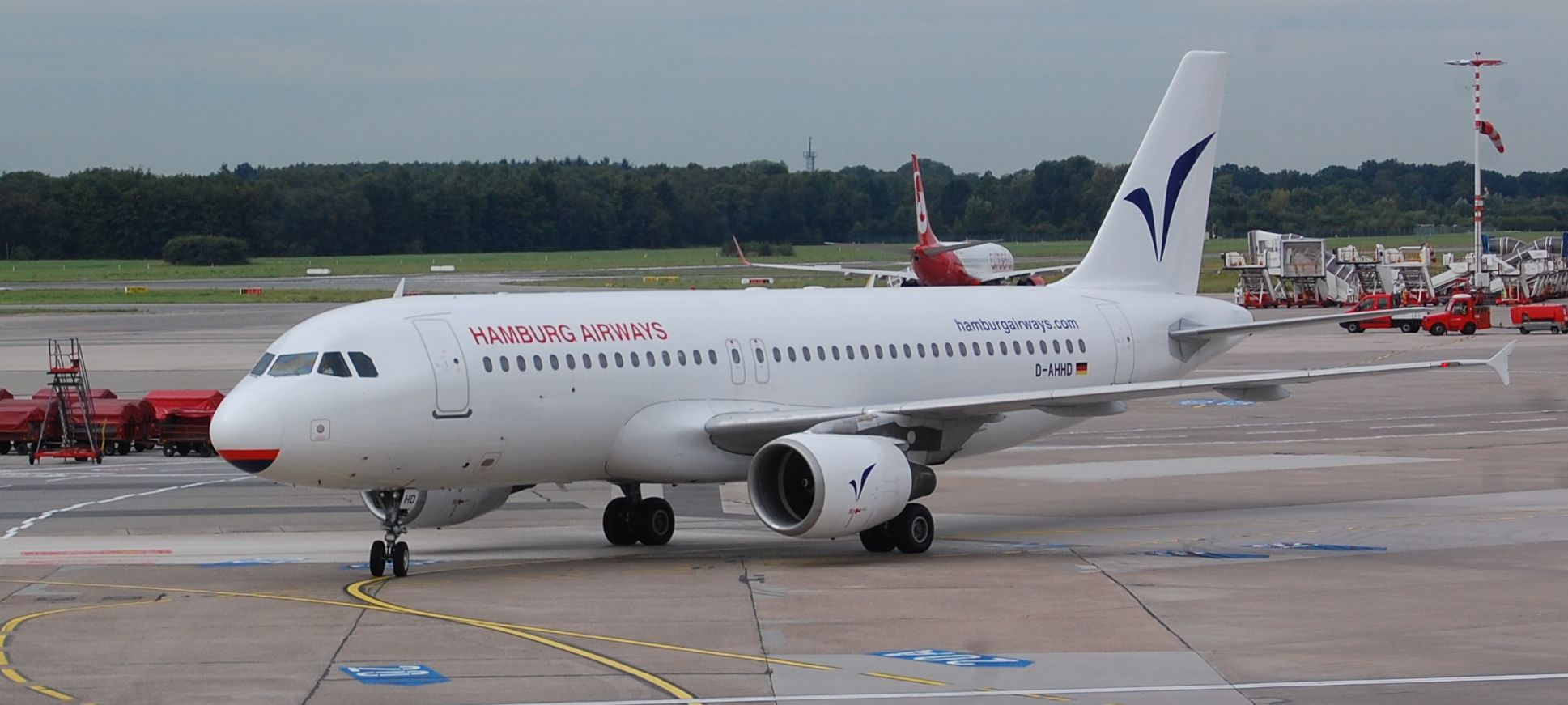

En marzo de 2011, la flota de Hamburg Airways se compone de dos Airbus A319 con una media de edad de 2,9 años, que habían pertenecido previamente a Hamburg International.